# يفلاكس
يفلاكس أو يفلاخ (بالأذرية: Yevlax)‏ هي مدينة في أذربيجان، تبعد عن العاصمة باكو 256 كم باتجاه الغرب. وهي محاطة بالمنطقة التي تحمل الاسم نفسه ولكنها منفصلة عنها إداريًا. تشكل المدينة تقسيمًا إداريًا متميزًا لأذربيجان.

## التسمية
يأتي اسم المدينة من كلمة تركية قديمة تعني «مستنقع».

## جغرافيا
تقع يفلاكس في مناطق كور- أراز الاقتصادية الطبيعية ومنطقة أران (كور-أراز) الاقتصادية (يشار إليها أيضًا باسم المنطقة الاقتصادية المنخفضة) حيث تغطي مساحة 21.1 ألف كيلومتر مربع (24.7٪ من أراضي أذربيجان). المناخ السائد في هذه المنطقة جاف شبه استوائي.